# Клийнтех
Клийнтех (на английски: Cleantech, съкращение от „Чиста технология“) е общ термин, който определя продукти или услуги, които подобряват оперативната производителност, ефикасността или производителността, като същевременно намаляват разходите, вложените ресурси, потреблението на енергия, генерирането на отпадъци или замърсяването на околната среда.
От 90-те години на 20 век интересът към клийнтех нараства сред потребителите, индустрията, инвеститорите и законодателите. По-специално бе постигнат напредък в развитието на алтернативни енергийни източници и възобновяеми енергийни източници. Това се дължи на повишаването на цените на петрола и повишаването на осведомеността за опазването на околната среда и щетите, причинени от глобалното затопляне.
Клийнтех включва широка гама от продукти, услуги и процеси, предназначени да:
- Предлагат отлична производителност при ниски разходи.
- Изключително намаляване или елиминиране напълно на отрицателните екологични ефекти.
- Подобрете използването на природните ресурси и ги направете по-ефективни, по-малко разточителни и възможно най-екосъобразни.

Клийнтех се различава от понятието „зелена технология“, тъй като се отнася предимно до инвестиционната система в чисти технологии, а не до самите технологии. Фокусът е върху обезсоляването на водата, екологично ефективните производствени технологии, възобновяемата енергия, зелената енергия, енергоспестяващите технологии, намаляването и филтрирането на замърсяването, както и устойчивите предприятия.
Siemens, General Electric и Sharp, както и Cleantech Group, са сред компаниите, ангажирани в тази област.